# Frédéric Zaccaléoni
Frédéric, Marie, Dominique, Michel Zaccaléoni, né le 28 septembre 1760 à Piperno (auj. Priverno) et mort le 23 septembre 1826 dans cette même ville, est un homme politique romain. 

## République romaine
Avant le renversement de la papauté, Frédéric Zaccaléoni s'occupe de littérature. Il est poursuivi par l'Inquisition et emprisonné pendant deux ans. Après l'entrée des Français dans Rome en février 1798, il accède aux plus hautes fonctions de la nouvelle République romaine. Président du Sénat, il devient consul puis président du consulat de la jeune république. 
En 1799, les troupes françaises évacuent l'Italie centrale puis en 1800, le nouveau pape Pie VII entre à Rome et reprend possession de ses États. Zaccaléoni est alors poursuivi et de nouveau emprisonné.

## Premier Empire
Libéré, il passe au service du royaume de Naples où il est le directeur des domaines du roi Joseph. Lors de l'annexion de Rome par la France, il devient sous-préfet de Velletri. 
Le 23 février 1811, il est choisi par Napoléon Ier pour devenir le député du département du Tibre au corps législatif. Réélu par le Sénat conservateur en janvier 1813, il adhère à la déchéance de l'Empereur puis cesse de siéger lorsque les traités de 1814 séparent Rome de la France.